# Plumbon (Selopampang)
Plumbon is een bestuurslaag in het regentschap Temanggung van de provincie Midden-Java, Indonesië. Plumbon telt 1063 inwoners (volkstelling 2010).